# Sarpsborg 08 Fotballforening
El Sarpsborg 08 Fotballforening, o Sarpsborg 08, és un club de futbol noruec de la ciutat de Sarpsborg.

## Història
El club va néixer el 15 de gener de 2008 per la fusió de FK Sparta Sarpsborg' i Sarpsborg FK. Primer s'anomenà Sarpsborg Sparta FK i el 2009 Sarpsborg 08 FF. L'any 2015 arribà a la final de la copa noruega, perdent amb el Rosenborg BK per 2-0.